# Cancellaria cooperii
Cancellaria cooperii är en snäckart som beskrevs av William More Gabb 1865. Cancellaria cooperii ingår i släktet Cancellaria och familjen Cancellariidae. Inga underarter finns listade i Catalogue of Life.